# Chesham United FC
Chesham United FC is een voetbalclub uit Engeland, die in 1917 is opgericht en afkomstig uit Chesham (Buckinghamshire). De club speelt in de National League South.

## Bekende (oud-)trainers
- Luther Blissett

## Bekende (oud-)spelers
- Kelvin Bossman
- Manny Duku
- Bruce Grobbelaar
- Fitz Hall

## Erelijst
- Southern League Premier Division (1) : 2023-2024
- Isthmian League Premier Division (1) : 1992-1993
- Isthmian League Division One (2) : 1990-1991, 1996-1997
- Isthmian League Division Two North (1) : 1986-1987
- Spartan League (4) : 1921-1922, 1922-1923, 1924-1925, 1932-1933
- Spartan League Division Two (1) : 1921-1922
- Athenian League Memorial Cup (2) : 1963-1964, 1968-1969
- Berks & Bucks Senior Cup (16) : 1921–22, 1925–26, 1928–29, 1933–34, 1947–48, 1950–51, 1964–65, 1966–67, 1975–76, 1991–92, 1992–93, 2000–01, 2003–04, 2007–08, 2013–14, 2017–18

## Records
- Hoogste Competitie positie bereikt : 1e plaats in Isthmian League Premier Division, 1992-1993
- Beste prestatie FA Cup : 3e ronde, 1979-1980
- Beste prestatie FA Amateur Cup : 2e plaats, 1967-1968
- Beste Prestatie FA Trophy : 4e ronde, 1998-1999
- Meeste toeschouwers in 1 wedstrijd : 5,000 tegen Cambridge United, FA Cup 3e ronde. 5 December 1979
- Meeste wedstrijden gespeeld door speler : Martin Baguley
- Meeste doelpunten gescoord door speler : John Willis
- Transfer Hoogste bedrag ontvangen : £22,000 van Oldham Athletic voor Fitz Hall, 2002